# Lotte Lehmann

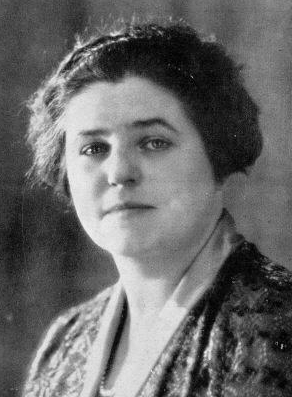
Lotte Lehmann

Lotte Lehmann, född 27 februari 1888, död 26 augusti 1976, var en tysk operasångerska (sopran).
Hon gjorde sin debut 1910 i Hamburg. Hon var knuten till statsoperan i Wien 1914–1938 och till Metropolitan Opera 1934–1945. 1945 slutade hon som operasångerska och blev istället lärare vid University of California i Santa Barbara.
Lehmann hade en ytterst bred repertoar; hennes tolkning av Fältmarskalkinnan i Richard Strauss Rosenkavaljeren blev för sin tid lika stilbildande som senare tiders framställning av Elisabeth Schwarzkopf och Elisabeth Söderström. Lehmanns tolkning är bevarad, om än i något förkortad form, på CD (EMI).